# Степное Озеро (Татарстан)
Степное Озеро (тат. Би Күле) — село в Нурлатском районе Республики Татарстан. Административный центр Степноозерского сельского поселения.

## Этимология
Топоним произошёл от названия титула тюркского происхождения «би» (бей) и гидрографического термина «күл» (озеро).

## География
Находится в 18 км к северо-западу от города Нурлата.

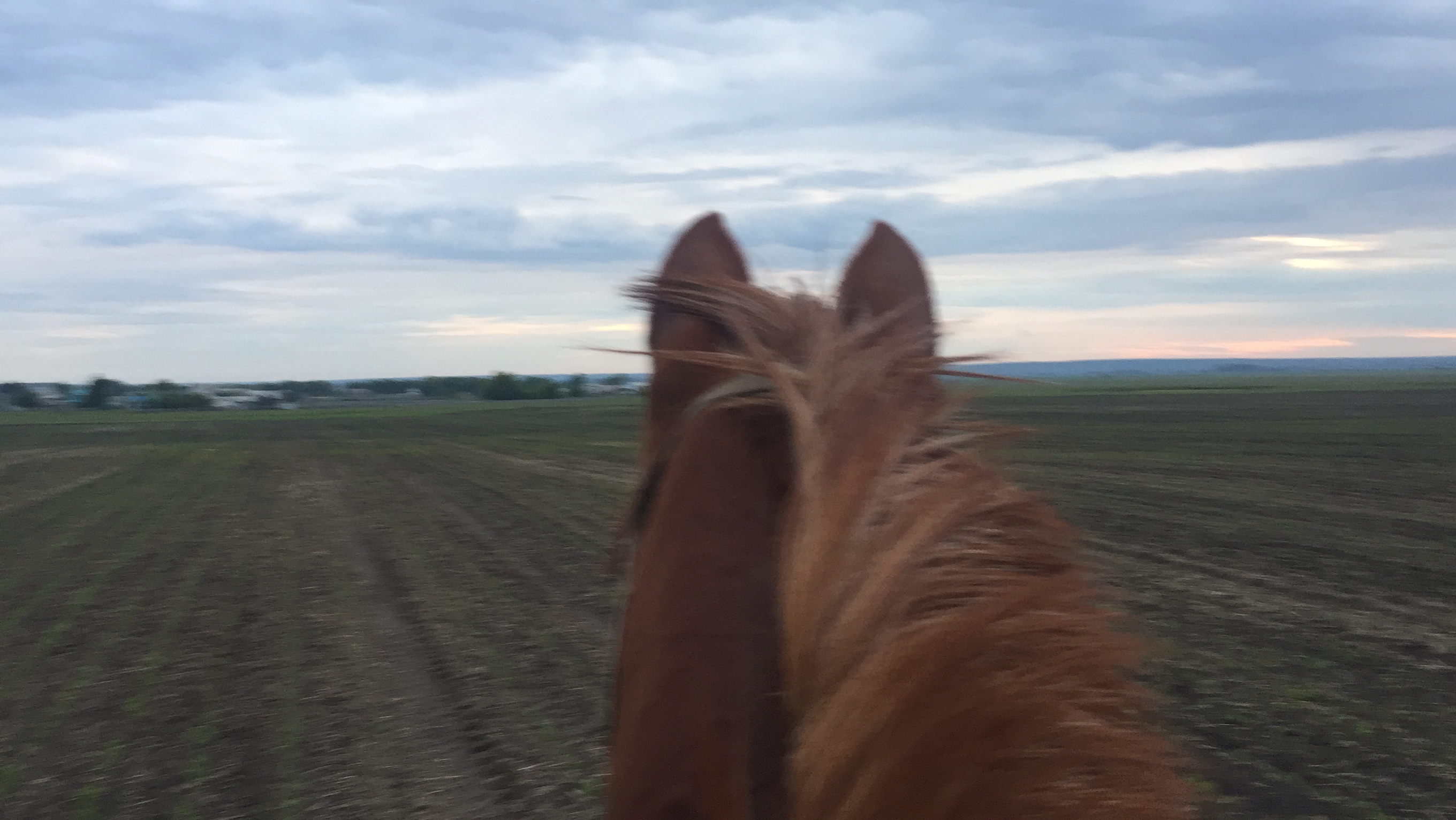
Вид на село со стороны Якушконо

## История
Интересным фактом является то, что деревня с 1710 года в разных источниках упоминается под названием «Абдрахманово». Жители относились к категории государственных крестьян. Занимались земледелием, разведением скота, изготовлением гнутой мебели и корзин. 
В «Списке населенных мест по сведениям 1859 года», изданном в 1866 году, населённый пункт упомянут как казённая деревня Абдряхманово (Степное Биляр-Озеро) 2-го стана Чистопольского уезда Казанской губернии. Располагалась при озере Русском, на торговой дороге из Чистополя в Самару, в 105 верстах от уездного города Чистополя и в 56 верстах от становой квартиры в казённом пригороде Билярске (Буляре). В деревне в 166 дворах жили 1061 человек (529 мужчин и 532 женщины). Была мечеть.
В сравнении с другими населениями волости, жители Степного Озера тогда стали жить очень бедно. Основное ремесло — земледелие и животноводство. Согласно работе Лаврского К. В. в 1883 году в деревне насчитывалось 282 хозяйства, 56 которых не имели даже ни одной лошади (21,3 %). Например: (по статистике Лаврского) в деревне в среднем в хозяйстве имели 1,1 лошади. Жизненный уровень населения деревни был низким: в волости средний показатель продажи зерна 90,1 центнера, а для жителей деревни — 54 ц. Долг государству жителей Степного Озера был самый большой: 10 777,94 рублей, а в других населенных пунктов около 300 рублей.
В начале XX века здесь действовали 3 соборные мечети (сохранилось здание 3-й соборной мечети постройки 1905—06 гг.; памятник архитектуры), 2 медресе, ветряная мельница, 2 крупообдирки, 6 мелочных лавок. В этот период земельный надел сельской общины составлял 2109 десятин. 

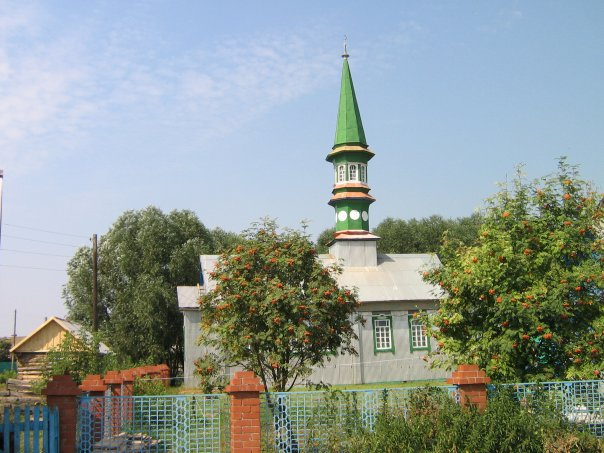
Мечеть 1905 года постройки

До 1920 года село входило в Егоркинскую волость Чистопольского уезда Казанской губернии. С 1920 года в составе Чистопольского кантона ТАССР. С 10.08.1930 в Октябрьском (с 10.12.1997 — Нурлатский) районе.

## Население
| 1859 | 1897 | 1908 | 1920 | 1926 | 1938 | 1949 | 1958 | 1970 | 1979 | 1989 | 2002 | 2008 | 2010 |
| ---- | ---- | ---- | ---- | ---- | ---- | ---- | ---- | ---- | ---- | ---- | ---- | ---- | ---- |
| 1061 | 1823 | 2151 | 2472 | 1045 | 1055 | 887  | 947  | 1302 | 1200 | 785  | 790  | 725  | 717  |

Национальный состав
Согласно результатам переписи 2002 года, в национальной структуре населения села татары составляли 100% из 790 человек.

## Экономика
Полеводство, скотоводство.

## Инфраструктура
Средняя школа, дом культуры, библиотека.

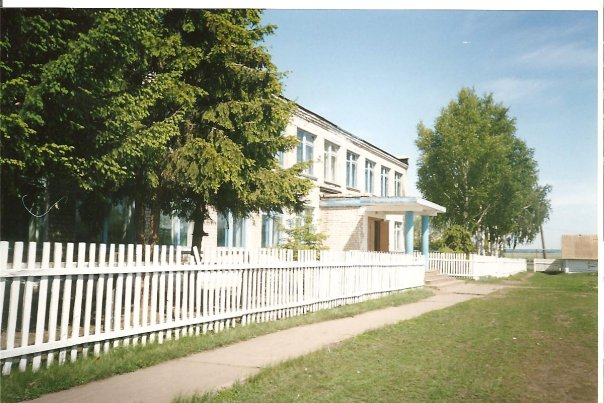
Школа Степное озеро

## Религия

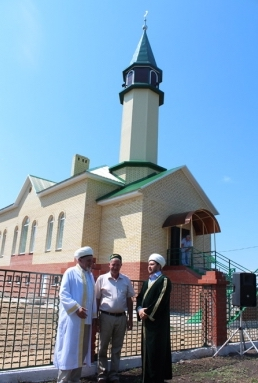
Открытие новой мечети на месте сгоревшей в 2010 г

Мечеть.